# Sergio Gabriel Martínez
Sergio Gabriel Martínez, també conegut com a Maravilla Martínez, (Quilmes, 21 de febrer de 1975) és un boxejador argentí, campió del pes mitjà pel CMB a partir del 16 de setembre de 2012 després de guanyar per punts el combat contra Julio César Chávez Jr.. Nascut a la ciutat bonaerenca de Quilmes i segon fill de tres germans d'un obrer metal·lúrgic, Maravilla Martínez ha hagut de desplaçar-se, des de ben xiquet, per diverses ciutats del país.

## Rècord professional
| 50 victòries (28 knockouts), 2 derrotes, 2 empats |        |                         |       |            |            |                                 |                                                                     |
| Res.                                              | Rècord | Oponent                 | Tipus | Rd., Temps | Dades      | Localitat                       | Notes                                                               |
| Victòria                                          | 50-2-2 | Julio César Chávez, Jr. | DU    | 12         | 15-09-2012 | Las Vegas, Estats Units         | Guanya el títol mundial de la categoria del pes mitjà del CMB.      |
| Victòria                                          | 49-2-2 | Matthew Macklin         | RTD   | 11(12)     | 17-03-2012 | Nova York, Estats Units         | Reté el cinturó de diamant i títol The Ring de pes mitjà.           |
| Victòria                                          | 48-2-2 | Darren Barker           | KO    | 11(12)     | 1-10-2011  | Atlantic City, Estats Units     | Reté el cinturó de diamant i títol The Ring de pes mitjà.           |
| Victòria                                          | 47-2-2 | Sergiy Dzinziruk        | TKO   | 8(12)      | 12-03-2011 | Connecticut, Estats Units       | reté títol The Ring i li entreguen cinturó de diamant de pes mitjà. |
| Victòria                                          | 46-2-2 | Paul Williams           | KO    | 2          | 20-11-2010 | Atlantic City, Estats Units     | reté títols CMB i The Ring de pes mitjà.                            |
| Victòria                                          | 45-2-2 | Kelly Pavlik            | DU    | 12         | 17-04-2010 | Atlantic City, Estats Units     | guanya títols CMB, OMB i The Ring de pes mitjà.                     |
| Derrota                                           | 44-2-2 | Paul Williams           | DD    | 12         | 5-12-2009  | Atlantic City, Estats Units     |                                                                     |
| Empat                                             | 44-1-2 | Kermit Cintrón          | DD    | 12         | 14-02-2009 | Florida, Estats Units           | reté títol interí CMB de pes wèlter.                                |
| Victòria                                          | 44-1-1 | Alex Bunema             | RTD   | 8(12)      | 4-10-2008  | Califòrnia, Estats Units        | guanya títol interí CMB de pes wèlter.                              |
| Victòria                                          | 43-1-1 | Archak TerMeliksetian   | TKO   | 7(10)      | 7-06-2008  | Connecticut, Estats Units       |                                                                     |
| Victòria                                          | 42-1-1 | David Toribio           | DU    | 4          | 16-02-2008 | Las Vegas, Estats Units         |                                                                     |
| Victòria                                          | 41-1-1 | Russell Jordan          | TKO   | 4(10)      | 6-12-2007  | Nova York, Estats Units         |                                                                     |
| Victòria                                          | 40-1-1 | Pavel Florin Madalin    | RTD   | 4(6)       | 6-10-2007  | Madrid, Espanya                 |                                                                     |
| Victòria                                          | 39-1-1 | Saúl Román              | KO    | 4(12)      | 27-04-2007 | Houston, Estats Units           | Eliminatòria títol CMB de pes wèlter.                               |
| Victòria                                          | 38-1-1 | Oliver Tchinda          | KO    | 5(8)       | 7-10-2006  | Madrid, Espanya                 |                                                                     |
| Victòria                                          | 37-1-1 | Vasile Surcica          | DU    | 12         | 26-05-2006 | Illa d'Eivissa, Espanya         | reté títol CMB llatí de pes wèlter.                                 |
| Victòria                                          | 36-1-1 | Presente Brito          | TKO   | 1(8)       | 1-04-2006  | Madrid, Espanya                 |                                                                     |
| Victòria                                          | 35-1-1 | Tamaz Tskrialashvili    | TKO   | 6(8)       | 4-11-2005  | Madrid, Espanya                 |                                                                     |
| Victòria                                          | 34-1-1 | Álvaro Moreno Gamboa    | KO    | 2(12)      | 5-10-2005  | Andalucía, Espanya              | reté títol CMB latí de pes welter.                                  |
| Victòria                                          | 33-1-1 | Albert Airapetian       | KO    | 11(12)     | 4-03-2005  | Lleó (Castella i Lleó), Espanya | guanya títol CMB llatí de pes wèlter.                               |
| Victòria                                          | 32-1-1 | Jorge Teixeira Pina     | RTD   | 5(8)       | 7-01-2005  | Galícia, Espanya                |                                                                     |
| Victòria                                          | 31-1-1 | Richard Williams        | TKO   | 9(12)      | 17-04-2004 | Belfast, Irlanda del Nord       | reté títol OIB de pes wèlter.                                       |
| Victòria                                          | 30-1-1 | Adrian Stone            | KO    | 12(12)     | 9-10-2003  | Avon, Anglaterra                | reté títol OIB de pes wèlter.                                       |
| Victòria                                          | 29-1-1 | Richard Williams        | DU    | 12         | 21-06-2003 | Manchester, Anglaterra          | guanya títol OIB de pes wèlter.                                     |
| Victòria                                          | 28-1-1 | Frank Oppong            | DU    | 8          | 9-05-2003  | Madrid, Espanya                 |                                                                     |
| Victòria                                          | 27-1-1 | Miguel Ángel Pérez      | KO    | 1(8)       | 7-02-2003  | Madrid, Espanya                 |                                                                     |
| Victòria                                          | 26-1-1 | Vasile Surcica          | DU    | 8          | 12-07-2002 | Madrid, Espanya                 |                                                                     |
| Victòria                                          | 25-1-1 | Álvaro Moreno Gamboa    | DU    | 8          | 26-04-2002 | Barcelona, Catalunya            |                                                                     |
| Victòria                                          | 24-1-1 | Francisco Antonio Mora  | DU    | 10         | 2-02-2002  | Buenos Aires, Argentina         |                                                                     |
| Victòria                                          | 23-1-1 | Sergio Ernesto Acuña    | TKO   | 7(12)      | 27-10-2001 | Buenos Aires, Argentina         | reté títol vacant argentí FAB de pes welter.                        |
| Victòria                                          | 22-1-1 | Javier Alejandro Blanco | DU    | 10         | 8-09-2001  | Buenos Aires, Argentina         | guanya títol vacant argentí FAB de pes welter.                      |
| Victòria                                          | 21-1-1 | Enrique Areco           | RTD   | 8          | 14-07-2001 | Buenos Aires, Argentina         |                                                                     |
| Victòria                                          | 20-1-1 | Elbio Felipe González   | TKO   | 6(10)      | 19-05-2001 | Buenos Aires, Argentina         |                                                                     |
| Victòria                                          | 19-1-1 | Adrián Walter Daneff    | KO    | 4(12)      | 16-06-2000 | Quilmes, Argentina              | guanya títol vacant OMB latí de pes welter.                         |
| Victòria                                          | 18-1-1 | Javier Alejandro Blanco | DU    | 8          | 5-05-2000  | La Pampa, Argentina             |                                                                     |
| Victòria                                          | 17-1-1 | Raúl Eduardo Bejarano   | DU    | 6          | 15-04-2000 | Quilmes, Argentina              |                                                                     |
| Derrota                                           | 16-1-1 | Antonio Margarito       | TKO   | 7(10)      | 19-02-2000 | Las Vegas, Estats Units         |                                                                     |
| Victòria                                          | 16-0-1 | Paulo Alejandro Sánchez | DU    | 10         | 22-10-1999 | Quilmes, Argentina              |                                                                     |
| Victòria                                          | 15-0-1 | Silvio Walter Rojas     | DU    | 10         | 9-10-1999  | Buenos Aires, Argentina         |                                                                     |
| Victòria                                          | 14-0-1 | Walter Fabián Saporiti  | TKO   | 2(8)       | 11-09-1999 | Quilmes, Argentina              |                                                                     |
| Victòria                                          | 13-0-1 | Ariel Gabriel Chaves    | DU    | 10         | 28-08-1999 | Quilmes, Argentina              |                                                                     |
| Victòria                                          | 12-0-1 | Paulo Alejandro Sánchez | DU    | 10         | 17-07-1999 | Villa Domínico, Argentina       |                                                                     |
| Victòria                                          | 11-0-1 | Silvio Walter Rojas     | DU    | 10         | 26-06-1999 | Quilmes, Argentina              |                                                                     |
| Victòria                                          | 10-0-1 | Elio Vaca Anglarill     | DU    | 8          | 15-05-1999 | Quilmes, Argentina              |                                                                     |
| Victòria                                          | 9-0-1  | José Antonio Pérez      | DU    | 8          | 17-04-1999 | Quilmes, Argentina              |                                                                     |
| Victòria                                          | 8-0-1  | Ignacio Ramón Cáceres   | RTD   | 4(6)       | 19-03-1999 | Quilmes, Argentina              |                                                                     |
| Victòria                                          | 7-0-1  | Arnaldo Gabriel Molina  | RTD   | 5(6)       | 5-03-1999  | Mar del Plata, Argentina        |                                                                     |
| Victòria                                          | 6-0-1  | Gabriel Leónidas Leiva  | TKO   | 3(8)       | 4-12-1998  | Buenos Aires, Argentina         |                                                                     |
| Victòria                                          | 5-0-1  | Luis Alberto Baldomir   | RTD   | 5(6)       | 4-09-1998  | Buenos Aires, Argentina         |                                                                     |
| Victòria                                          | 4-0-1  | Juan Mauricio Marino    | DU    | 6          | 22-08-1998 | Buenos Aires, Argentina         |                                                                     |
| Victòria                                          | 3-0-1  | Mario Javier Nieva      | DU    | 6          | 25-07-1998 | Buenos Aires, Argentina         |                                                                     |
| Empat                                             | 2-0-1  | Juan Mauricio Marino    | Empat | 4          | 14-03-1998 | Buenos Aires, Argentina         |                                                                     |
| Victòria                                          | 2-0    | Julio César Villalva    | TKO   | 1(6)       | 20-02-1998 | Cipolletti, Argentina           |                                                                     |
| Victòria                                          | 1-0    | Cristian Marcelo Vivas  | DQ    | 2(6)       | 27-12-1997 | Ituzaingó, Argentina            |                                                                     |